# Аспенес, Сверре Дален
Сверре Дален Аспенес (норв. Sverre Dahlen Aspenes; род. 20 июня 1997 года в Скатвале, Норвегия) — норвежский биатлонист. Двукратный чемпион Европы 2022 года. Чемпион мира по юниорам, победитель и призёр гонок Кубка IBU. 

## Карьера
На юниорском чемпионате мира 2018 года в Отепяя Аспенес завоевал бронзовую медаль в спринте и выиграл золото в гонке преследования.
В 2022 году весьма сенсационно стал двухкратным чемпионом Европы по биатлону. Норвежец выиграл индивидуальную гонку без единого промаха, вырвав победу на последнем круге у чемпиона мира Антона Бабикова, а также победил в гонке преследования, стартовав под 7-м номером.
На этапах Кубка мира дебютировал в Рупольдинге в сезоне 2021/2022, где занял 52-е место в спринте и 25-е в гонке преследования. В этом же сезоне выступал на трёх заключительных этапах вместо Йоханнеса Бё, досрочно завершившего сезон.